# Підтиченко Марія Максимівна
Марі́я Макси́мівна Підти́ченко (6 червня 1912, село Чорноглазівка Катеринославської губернії, тепер Юр'ївського району Дніпропетровської області — 29 липня 1991, місто Київ) — педагог-організатор, кандидат філософських наук (1947), професор, дійсний член Академії педагогічних наук СРСР (30.01.1968). Кандидат у члени ЦК КПУ в 1952—1956 роках. Кандидат у члени ЦК КПРС у 1952—1956 роках.

## Короткий життєпис
Народилася в багатодітній селянській родині Максима Олексійовича і Мотрони Андріївни Підтиченків. Дитячі роки пройшли в селі Орілька на Слобожанщині, де закінчила сім класів сільської школи та переїхала до Харкова, щоб продовжити навчання в середній школі. У 1928 році вступила до комсомолу.
У 1930 році закінчила середню трудову школу № 15 міста Харкова та підготовчі курси.
У 1930—1934 роках — студентка історико-філософського факультету Харківського інституту народної освіти (з 1933 року — Харківського державного університету).
З 1934 року розпочала педагогічну діяльність — викладала філософію і марксизм-ленінізм у вищих навчальних закладах Дніпропетровська: Металургійному — по 1936, та Хіміко-технологічному інститутах — по 1940 рік.
Член ВКП(б) з 1939 року.
У 1939—1940 роках — секретар Дніпропетровського обласного комітету ЛКСМ України.
У 1940 — січні 1944 року — секретар ЦК ЛКСМУ з пропаганди і агітації.
У січні 1944—1946 роках — секретар Київського міського комітету КП(б)У з пропаганди.
З 1946 року — завідувач Групи консультантів ЦК КП(б)У з друкованої пропаганди.
У 1947 році — одна із засновників та керівників Київської міської, згодом — республіканської організацій Товариства «Знання». Того ж 1947 року захистила дисертацію з філософії, в 1948—1950 та 1954—1956 роках завідувала кафедрою марксистсько-ленінської філософії в Київському державному інституті театрального мистецтва ім. І. К. Карпенка-Карого.
У 1950—1954 роках — секретар Київського міського комітету КП(б)У (КПУ) з пропаганди.
У 1956—1970 роках — ректор Київського державного педагогічного інституту імені О. М. Горького.
З 1970 року — професор-консультант Київського державного педагогічного інституту ім. О. М. Горького.
Авторка праць з питань педагогіки. 1958 року була членом делегації жінок Української РСР на сесії Генеральної Асамблеї ООН в США. Дружина журналіста та дипломата Юрія Заруби.

## Нагороди
- два ордени Трудового Червоного Прапора (7.03.1960,)
- орден Вітчизняної війни ІІ ст.
- орден Червоної Зірки (1945)
- орден «Знак Пошани»
- медаль «За доблесну працю у Великій Вітчизняній війні 1941—1945 рр.»
- медалі
- Почесна грамота Президії Верховної Ради Української РСР (1962).